# Hay (Schiff, 1860)
Die Hay war ein Schiff der Jäger-Klasse, einer Klasse von insgesamt fünfzehn Dampfkanonenbooten II. Klasse der Königlich Preußischen Marine, der Marine des Norddeutschen Bundes und später der Kaiserlichen Marine.

## Bau und Dienstzeit
Die Hay wurde im Sommer 1859 bei der Danziger Werft J. W. Klawitter in Auftrag gegeben und lief, ebenso wie die gleichfalls dort gebaute Fuchs, am 14. Februar 1860 vom Stapel. Dabei ereignete sich durch eine gebrochene Stopperkette ein kleiner Unfall, bei dem das Schiff jedoch nicht wesentlich beschädigt wurde. Nach der Fertigstellung erfolgte im Herbst 1860, ein genaues Datum ist nicht feststellbar, die Überführung zum Kanonenbootstützpunkt auf den Dänholm, wo das Schiff aufgeslipt und eingemottet wurde.
Erst bei Ausbruch des Deutsch-Dänischen Krieges erfolgte eine erneute Indienststellung der Hay. Mitte Februar 1864 trat das Schiff zur I. Flottillen-Division und nahm am 17. März an dem Seegefecht bei Jasmund gegen dänische Kriegsschiffe teil. Dabei musste die Hay durch ihr Schwesterschiff Sperber abgeschleppt werden, da ihre Maschinenanlage havarierte. Nach Kriegsende wurde das Kanonenboot im Oktober wieder außer Dienst gestellt und erneut auf dem Dänholm konserviert.
Obwohl die Hay für eine Aktivierung im Kriegsfall vorgesehen war, wurde dies bei Ausbruch des Krieges gegen Österreich nicht durchgeführt. Erst am 1. Juli 1869 wurde das Schiff wieder in Dienst gestellt, um bis zum 20. November als Stationstender in Kiel eingesetzt zu werden.
Am 18. Juli 1870 wurde die Hay im Rahmen der allgemeinen Mobilmachung wieder einsatzbereit gemacht. Gemeinsam mit der Schwalbe und dem Kanonenboot I. Klasse Cyclop trat sie am 24. Juli den Marsch in die Nordsee an, der um Jütland herumführte. Während des gesamten Deutsch-Französischen Krieges verblieb das Schiff in der Nordsee, wo es die Wesermündung sicherte. Am 4. April 1871 wurde die Hay von Wilhelmshaven durch den Eider-Kanal nach Kiel verlegt, wo sie acht Tage später ankam. Sie wurde dem Artillerieschulschiff Renown als Tender zugeteilt und blieb in dieser Funktion sowie weiterhin als Stationstender bis zum 4. Juli 1872 in Dienst.
Bereits am 22. Juli 1872 wurde die Hay für kurze Zeit wieder aktiviert, um als Ersatz für die Schwalbe bei Schießübungen zu dienen. Am 7. Oktober schließlich wurde das Schiff außer Dienst gestellt und in der Folgezeit überholt. Dabei wurde unter anderem die Bewaffnung ausgebaut und durch eine Ringkanone 15 cm L/22 ersetzt. Ein weiterer Einsatz erfolgte jedoch nicht mehr.

## Verbleib
Die Hay wurde am 7. September 1880 aus der Liste der Kriegsschiffe gestrichen. Danach wurde sie als Inventarienprahm aufgebraucht.

## Kommandanten
| Herbst 1860                    | Leutnant zur See I. Klasse Wachsen                      |
| 11. Februar bis März 1864      | Leutnant zur See II. Klasse Adolph Butterlin            |
| März bis Oktober 1864          | Leutnant zur See II. Klasse / Leutnant zur See Max Jung |
| 1. Juli bis 20. November 1869  | Leutnant zur See Friedrich Albrecht                     |
| 18. Juli 1870 bis 4. Juli 1872 | Leutnant zur See Iwan Oldekop                           |
| 22. Juli bis 5. August 1872    | Leutnant zur See Richard Aschenborn                     |
| September bis Oktober 1872     | unbekannt                                               |